# Nomada concessa
Nomada concessa är en biart som beskrevs av Cockerell 1919. Nomada concessa ingår i släktet gökbin, och familjen långtungebin. Inga underarter finns listade i Catalogue of Life.